# Endecous annulatus
Endecous annulatus är en insektsart som först beskrevs av Bilimek 1867.  Endecous annulatus ingår i släktet Endecous och familjen syrsor. Inga underarter finns listade i Catalogue of Life.